# Enicmus histrio
Enicmus histrio is een keversoort uit de familie schimmelkevers (Latridiidae). De wetenschappelijke naam van de soort werd in 1910 gepubliceerd door Joy & Tomlin.